# Гавличек-Боровский, Карел
Ка́рел Га́вличек-Бо́ровский (чеш. Karel Havlíček Borovský [ˈkarɛl ˈɦavliːtʃɛk ˈborofskiː]; Карел Гавличек, псевдоним Гавел Боровский; 31 октября 1821, местечко Борова близ современного города Гавличкув-Брод — 29 июля 1856, Прага) — чешский политический деятель, поэт, публицист; один из основоположников чешской журналистики, сатиры и литературной критики. Вацлав Гавел назвал его первым чешским диссидентом.

## Биография
Родился в семье торговца. Окончив гимназию в Немецком Броде (ныне Гавличкув-Брод), учился в Карловом университете в Праге (1838—1840), затем в духовной семинарии, из которой был исключён за свободомыслие (1841).
Изучение языков, литературы и истории славянских народов сблизило с филологом, поэтом и переводчиком Й. Юнгманом и филологом и поэтом П. Шафариком. По рекомендации Шафарика нашёл место домашнего учителя в Москве, где прожил в 1843—1844 годах. Русские славянофилы развеяли все иллюзии, с которыми Гавличек, под впечатлением учения Коллара, приехал в Россию. Беззаконие, бескультурие, эгоизм и безнравственность русской аристократии, убогость и отсталость русских деревень — такой увидел в середине XIX века Россию чех Гавличек, будущий писатель и политик, и с тех пор — убеждённый противник русизма.
По возвращении в Богемию (Чехия) занялся публицистикой. В 1846 году, при содействии Ф. Палацкого стал редактором чешской «Пражской газеты» (Pražské noviny; 1846—1848) и литературного приложения к ней журнала «Чешская пчела» (Česka včela). Первая его статья вышла под заголовком «Славянин и чех». Сам Гавличек называет ее публикацию «объявлением войны»:
«Русские называют всё русское славянским, чтобы потом назвать всё славянское русским»
— так великий чешский писатель Карел Гавличек предупреждал соотечественников об опасности невежественного восхищения Россией. В этих изданиях он опубликовал ряд статей, в которых сформулировал новую идею Австрославизма. Выступал также со статьями в защиту освободительной борьбы ирландского народа.
С началом революции 1848 года оставил «Пражскую газету» и основал политическую «Народную газету» (Národní noviny), которая стала влиятельным и популярным органом чешских либералов. В 1848 был избран в чешский сейм и австрийский парламент. Был одним из организаторов всеславянского съезда в Праге, выезжал в Польшу и Хорватию для того, чтобы привлечь польских и хорватских литераторов к участию в съезде.

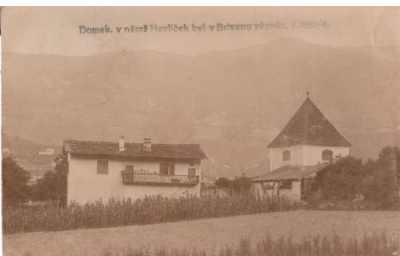
Дом в Бриксене, в котором жил Гавличек

Выступал против установившегося в стране реакционного режима, участник Майского заговора (1849), в апреле 1849 года был предан суду. После запрета «Народной газеты» и её сатирического приложения «Барабашка» (Šotek; январь 1850) до 1851 года издавал в Кутна-Горе газету «Славянин» (Slovan). В 1851 году издал памфлетно-полемические книги «Дух народной газеты» и «Кутногорские письма» (Epištoly kutnohorské). В том же году, вопреки тому, что выиграл судебный процесс, в котором ему вменялось в вину содержание статей, был арестован и тайно, без суда и следствия, отправлен в ссылку в Бриксен (Тироль, ныне Брессаноне в Италии).
В Прагу, уже тяжело больному туберкулёзом, Гавличку было разрешено вернуться в связи с тяжёлой болезнью жены лишь в апреле 1855 года, незадолго до смерти (и к его возвращению жена скончалась). В последний путь его провожало около пяти тысяч поклонников его таланта.
В 1918 году вновь сформированный 9-й пехотный артиллерийский полк новообразованной 3-й дивизии Чехословацких легионов в России получил название «Полк Карела Гавричека Боровского».

## Произведения
Литературные произведения Гавличка распространялись большей частью в списках. Написал около 78 эпиграмм. Переводил «Мёртвые души» и «Вия» Н. В. Гоголя, «Казачью колыбельную песню» М. Ю. Лермонтова.
Основные произведения:
- «Кутногорские письма» (Epištoly kutnohorské).
- «Тирольские элегии» (Tyrolské elegie, поэма; 1852, опубликована в 1861).
- «Крещение св. Владимира» (Křest svatého Vladimíra, 1848—1854, опубликована полностью в 1876).
- «Король Лавра» (Král Lávra, 1854, опубликована в 1870). Экранизирован Карелом Земаном в 1950 году в кукольном мультфильме.
- Послания Кутна Гора (1850) — критика церковной иерархии, служащей зарождающемуся неоабсолютизму.
- Картины из России (1843-46) — путеводитель, который также является первым чешским исследованием России.
- Тирольская элегия (1852, опубликовано в 1861 г.) — юмористический и сатирический отчет об аресте и интернировании Гавличка в Брессаноне, Тироль, критикующий полицию и социальную систему. Используются реальные имена и эпизоды. Состоит из девяти песен. Появляются сатирические, лирические и иронические элементы. Вся работа написана в регулярных рифмованных кватернионах.
- Король Лавра (1854) — аллегорическая сатирическая композиция, основанная на древней ирландской легенде о короле с ослиными ушами, но адаптированная к чешской среде.
- Крещение святого Владимира (рукопись: 1843—1844, опубликовано в 1877 году, торс) — история бога Перуна. Царь хотел, чтобы Перун гремел на его празднике, Перун отказался это сделать, царь поймал Перуна и утонул. Работа написана на очень читаемом, разговорном, иногда вульгарном языке. В работе Гавличек иронизирует над силой государственного аппарата.
- Эпиграммы (1845) — короткие стихи. В основном это критика, пародия или сатира. Гавличек определяет их так: «Эпиграммы — это крошечные контейнеры, в которые я изливаю свой гнев, чтобы мое сердце не ело».

### Издания на русском языке
- Тирольские элегии: Поэмы и стихотворения [Перевод с Чешского] / Предисл. С. Никольского // Рисунки И. Семенова. М.: «Художественная литература», 1963. — 7000 экз.

## Память
Карелу Гавличеку-Боровскому установлены памятники в Праге, Кутна-Гора и Чикаго (США).